# Dieter Speck
Dieter Speck (* 25. Januar 1958 in Karlsruhe) ist ein deutscher Mediävist und Archivar.

## Leben
Speck besuchte das Helmholtz-Gymnasium und das Humboldt-Gymnasium in Karlsruhe. Von 1977 bis 1985 studierte er evangelische Theologie und Geschichte in Tübingen mit Abschluss für Staatsexamen/Lehramt. Nach der Promotion (1986–1989) am Institut für Geschichtliche Landeskunde und historische Hilfswissenschaften mit längeren Aufenthalten in Innsbruck, Colmar, Freiburg im Breisgau, Karlsruhe und Stuttgart und dem Archivreferendariat (1989–1991) in Karlsruhe, Marburg und Koblenz war er 1991 im Staatsarchiv Freiburg tätig. Von 1991 bis 2023 leitete er das Universitätsarchiv und seit 2004 auch das Uniseum Freiburg (Universitätsmuseum). In Anerkennung seiner Verdienste als Historiker für die Geschichte der Habsburgerlande und der Universitäts- und Wissenschaftsgeschichte fand am 21. und 22. April 2023 in Freiburg ein Kolloquium statt, zu dem zahlreiche Weggefährten und Schüler beitrugen.
Seit 1997 ist er Lehrbeauftragter am Historischen Seminar. Von 1997 bis 2009 war er Vorstandsmitglied im Verein deutscher Archivarinnen und Archivare und zahlreicher weiterer historischer Vereine. Von 2001 bis 2009 war er Vorsitzender der Fachgruppe der Archive an Hochschulen und wiss. Einrichtungen. Seit 2001 ist er ordentliches Mitglied der Kommission für geschichtliche Landeskunde in Baden-Württemberg und seit 2008 Vorstandsmitglied. Seit 2009 lehrt er als Honorarprofessor am Historischen Seminar. Dieter Speck ist ebenfalls Vorstandsmitglied im Alemannischen Institut.

## Publikationen (Auswahl)
- Die vorderösterreichischen Landstände. Entstehung, Entwicklung und Ausbildung bis 1595/1602, Veröffentlichungen des Stadtarchivs Freiburg i. Br. 29, 2 Bde. Freiburg 1994, ISBN 3-87640-433-9.
- (gemeinsam mit Jürgen Treffeisen), Neuenburg am Rhein. Stadt und Landstände im vorderösterreichischen Breisgau. Neuenburg am Rhein 2000.
- Die Bestände des Universitätsarchivs Freiburg. Freiburg im Breisgau 2000, ISBN 3-934319-02-5.
- Die Albert-Ludwigs-Universität Freiburg. Ansichten – Einblicke – Rückblicke. Erfurt 2001, ISBN 3-89702-354-7.
- Eine Universität für Freiburg. Freiburg im Breisgau 2006, ISBN 3-7930-5012-2.
- Kreise, Kränzchen und Camorra. Informelle Beziehungen Freiburger Professoren, in: Die Freiburger Philosophische Fakultät 1920–1960. Mitglieder – Strukturen – Vernetzungen, hrsg. von Eckhard Wirbelauer, Freiburger Beiträge zur Wissenschafts- und Universitätsgeschichte Neue Folge 1, Freiburg / München 2006, ISBN 978-3-495-49604-6, S. 593–620.
- Das deutsche Archivwesen und der Nationalsozialismus, hrsg. vom Verein deutscher Archivarinnen und Archivare, Redaktion Robert Kretzschmar, Astrid M. Eckert, Heiner Schmitt, Dieter Speck, Klaus Wisotzky, Essen 2007, ISBN 3-89861-703-3.
- Uniseum Freiburg. Ein Begleitbuch. Freiburg/Br. 2007.
- Kleine Geschichte Vorderösterreichs. Karlsruhe 2010, ISBN 978-3-7650-8554-3 (2. Aufl. 2016).
- Archive, in: Quellen zur frühneuzeitlichen Universitätsgeschichte. Typen, Bestände und Forschungsperspektiven, hrsg. von Ulrich Rasche, Wiesbaden 2011, S. 29–54.
- Zu Interpretation und Nutzung der Freiburger Universitätszepter, in: Jahrbuch für Universitätsgeschichte 19, 2016, S. 11–49.
- Fluchtweg und Fluchthelfer : zur Flucht Johannes XXIII. aus Konstanz, in: Alemannisches Jahrbuch 63/64, 2015/2016, S. 17–44.
- Elsass, Sundgau, Breisgau und Schwarzwald in der politischen Krise von Friedrich IV. (1415-1427), in: Krise, Krieg und Koexistenz. 1415 und die Folgen für Habsburg und die Eidgenossenschaft, hrsg. von Peter Niederhäuser, Baden 2018, S. 173–220.
- Zwischen den Linien. Die vorderösterreichischen Lande und der Niedergang der habsburgischen Vormachtstellung am Oberrhein, in: Katrin Keller und Marin Scheutz (Hrsg.), Die Habsburgermonarchie und der Dreißigjährige Krieg, Wien 2020, ISBN 978-3-205-20951-5, S. 95–128.